# À genoux les gars
Pour plus de détails, voir Fiche technique et Distribution.
À genoux les gars est un film français réalisé par Antoine Desrosières, sorti en 2018.

## Synopsis
Yasmina et Rim sont deux sœurs, chacune ayant son petit ami,  pétris l'un et l'autre d'a priori sur des pratiques sexuelles pour lesquelles ils n’ont pas plus d’expérience que leurs copines. Ces garçons rêvent ainsi de la fellation, plus que de baiser, un acte moins objet de désir que de pouvoir pour les mecs[Quoi ?], de refus émancipateur pour les filles. Après avoir cédé à la demande du  petit ami de sa sœur absente, dans un parking, Yasmina, filmée, devient la victime d’un chantage,.

## Fiche technique
- Titre français : À genoux les gars
- Réalisation : Antoine Desrosières
- Scénario : Antoine Desrosières, Souad Arsane, Inas Chanti, Mehdi Dahmane, Sidi Mejai et Anne-Sophie Nanki
- Pays d'origine :  France
- Production : Les films de l'autre Cougar
- Genre : comédie
- Durée : 98 minutes
- Date de sortie : 
  - France : 20 juin 2018

## Distribution
- Souad Arsane : Yasmina
- Inas Chanti : Rim
- Loubna Abidar : la mère
- Baya Kasmi : la tante
- Farid Kadri : le père
- Mehdi Dahmane : Majid
- Sidi Mejai : Salim
- Younès Moktari : le frère
- Elis Gardiole : Boubou